# Fujiwara no Otomuro
Fujiwara no Otomuro (en japonais, 藤原乙牟漏), née en 760 et décédée le 28 avril 790, est une femme de la noblesse japonaise et impératrice consort du Japon. Sa sœur est Fujiwara no Moroane.
Fujiwara no Otomuro est une fille de Fujiwara no Yoshitsugu, sa mère la petite-fille du général Fujiwara no Umakai, mort en 737.
Elle épouse l'empereur Kanmu. Parmi leurs enfants figurent :
- L'empereur Heizei[5]
- L'empereur Saga[6].

Elle a une fille, la princesse Koshi.
Sa belle-fille est Tachibana no Kachiko.

## Source de la traduction
- (en) Cet article est partiellement ou en totalité issu de l’article de Wikipédia en anglais intitulé « Fujiwara no Otomuro » (voir la liste des auteurs).